# Reptile
Reptile är ett album av Eric Clapton, utgivet 2001.

## Låtlista
1. "Reptile" (Eric Clapton) - 3:26
2. "Got You on My Mind" (Howard Biggs, Joe Thomas) - 4:30
3. "Travelin' Light" (J.J. Cale) - 4:17
4. "Believe in Life" (Eric Clapton) - 5:05
5. "Come Back Baby" (Ray Charles) - 3:55
6. "Broken Down" (Simon Climie, Dennis Morgan) - 5:25
7. "Find Myself" (Eric Clapton) - 5:15
8. "I Ain't Gonna Stand for It" (Stevie Wonder) - 4:49
9. "I Want a Little Girl" (Murray Mencher, Billy Moll) - 2:58
10. "Second Nature" (Eric Clapton, Simon Climie, Dennis Morgan) - 4:48
11. "Don't Let Me Be Lonely Tonight" (James Taylor) - 4:47
12. "Modern Girl" (Eric Clapton) - 4:49
13. "Superman Inside" (Doyle Bramhall, Eric Clapton, Susannah Melvoin) - 5:07
14. "Son & Sylvia" (Eric Clapton) - 4:43